# Xuxa 5
Xuxa 5 es el octavo álbum de estudio en portugués y el quinto de la saga "Xou da Xuxa" de la presentadora brasileña Xuxa. Se publicó en julio del año 1990 en Brasil y fue el único álbum que no tomó el nombre del programa. El álbum fue lanzado ya en el mercado con 1 millón de copias vendidas a través de ventas anticipadas, como lo revela el director de entonces de Som Livre, Joao Araujo. "Xuxa 5" trae sonidos latinos como la lambada y también mensajes sobre la naturaleza. Éste fue de los álbumes más publicitados en su programa Xou da Xuxa y de su carrera. Actualmente el álbum se encuentra agotado, pero fue reeditado en 1996 y en 2006.

## Lista de canciones
| N.º | Título                   | Duración |  |
| 1.  | «Pinel Por Você»         | 3:24     |  |
| 2.  | «Tempero Da Lambada»     | 3:50     |  |
| 3.  | «Trem Fantasma»          | 4:40     |  |
| 4.  | «Cobra, Chapéu E Palito» | 3:58     |  |
| 5.  | «É Ou Não É»             | 3:59     |  |
| 6.  | «Lua De Cristal»         | 4:20     |  |
| 7.  | «I Love You Xuxu»        | 4:04     |  |
| 8.  | «Canja De Galinha»       | 3:42     |  |
| 9.  | «Twistxuxa»              | 2:52     |  |
| 10. | «Copa Na Floresta»       | 4:09     |  |
| 11. | «Vem Lambaxuxa»          | 3:35     |  |
| 12. | «Leitura»                | 3:17     |  |
| 13. | «O Boto Rosa»            | 4:10     |  |

## Créditos del álbum
- Producción: Michael Sullivan e Paulo Massadas
- Asistentes de estudio y mezcla: Marcelo Serodio, Julio Martins, Felipe Leite, Marquinho, Sergio Rocha, Ivan Machado y Billy
- Grabado en los estudios: Som Livre
- Arreglos: Jorge 'Jorginho' Corrêa
- Edición: Jorge 'Gordo' Guimarães
- Portada: Xuxa Meneghel y Reinaldo Waisman
- Fotos: Paulo Rocha
- Vestuario: Sandra Bandeira
- Peinado: Márcia Elias
- Músico: Roberto Fernandes
- Coordinación gráfica: Marciso ‘Pena’ Carvalho
- Coordinación artística: Max Pierre y Aramis Barros
- Técnicos de grabación: Jorge 'Gordo' Guimarães y Luiz Guilherme D' Orey
- Técnicos de grabación adicionales: Luiz Paulo, Marcos Caminha y Jorge Teixeira
- Técnicos de mezcla: Jorge 'Gordo' Guimarães